# Koloman Bedeković
Koloman Bedeković, född 13 oktober 1818 i Jalžabet, död 10 augusti 1889, var en kroatisk politiker.
Bedeković ådrog sig som anhängare av realunionen med Ungern många politiska fiender bland sina landsmän och måste i början av 1860-talet lämna den kroatiska lantdagen, men räddade sin popularitet genom sitt häftiga motstånd mot Anton von Schmerlings politik. Då Richard Belcredi 1865 åter konstituerade den kroatiska lantdagen, tog Bedeković åter säte där och tillhörde den kommitté, som skulle reglera de politiska förhållandena mellan Ungern och Kroatien. Han utnämndes därpå till förste minister i Kroatien och till ban (vicekung, ståthållare av Kroatien). Men då unionspartiet besegrades i lantdagen, nedlade han värdigheten såsom ban. Vid sin död efterträddes han såsom minister av Emerik Josipović.

## Fotnoter
1. ↑  Hrvatski biografski leksikon, 1983, Hrvatski biografski leksikon-ID: 1568.[källa från Wikidata]
2. ↑  Dalibor Brozović & Tomislav Ladan, Hrvatska enciklopedija, lexikografiska institutet Miroslav Krleža, 1999, Hrvatska enciklopedija-ID: 6559.[källa från Wikidata]
3. 1 2  József Bölöny & László Hubai, Magyarország kormányai, femte utgåvan, Akadémiai Kiadó, 2004, s. 255, läst: 3 november 2024.[källa från Wikidata]
4. ↑  József Bölöny & László Hubai, Magyarország kormányai, femte utgåvan, Akadémiai Kiadó, 2004, s. 536, läst: 3 november 2024.[källa från Wikidata]